# فيليب هوفمان (لاعب كرة قدم)
فيليب هوفمان (بالألمانية: Philipp Hoffmann)‏ (19 يونيو 1992 في ألمانيا - ) هو لاعب كرة قدم ألماني في مركز الوسط. لعب مع نادي ساربروكن ونادي بروسيا مونستر.

## وصلات خارجية
- فيليب هوفمان (لاعب كرة قدم) على موقع قاعدة بيانات كرة القدم.إي يو (الإنجليزية)
- فيليب هوفمان (لاعب كرة قدم) على موقع بيانات كرة القدم. دي إي (الألمانية)
- فيليب هوفمان (لاعب كرة قدم) على موقع عالم كرة القدم.نت (الإنجليزية)